# Caída del Imperio centroafricano
La caída del Imperio centroafricano, denominado como operación Caban, fue un golpe de Estado llevada a cabo por Francia en septiembre de 1979 para deponer al emperador Bokassa I, reinstaurar al expresidente exiliado David Dacko y restablecer la República Centroafricana, servil al Imperio colonial francés.

## Antecedentes
En enero de 1979, el emperador Bokassa I se había convertido en un autócrata muy paranoico. Su caída fue precipitada por un decreto que obligaba a todos los estudiantes de secundaria a comprar uniformes en un negocio propiedad de una de sus esposas. Esto provocó protestas de estudiantes en Bangui y lanzamiento de piedras contra el coche del monarca. En abril de 1979, Bokassa llamó a las Fuerzas Imperiales Centroafricanas para sofocar la agitación y arrestar a los estudiantes adolescentes. En los dos días siguientes, unos 100 niños fueron brutalmente asesinados y el incidente pasó a ser conocido como la "masacre de niños en Bangui".

## Golpe de Estado
Un panel de jueces se reunió y propuso arrestar y juzgar a Bokassa por la masacre. Bokassa luego huyó a la Libia socialista en busca de la ayuda de Muammar Gaddafi. Los franceses reaccionaron y pronto lanzaron la Operación Barracuda para derrocar a Bokassa e instalar a David Dacko, que entonces estaba exiliado en Europa. Llegaron tropas francesas de Gabón y Chad, y el golpe fue exitoso, devolviendo a Dacko a la presidencia después de una ausencia de 13 años, y restableciendo la República Centroafricana (RCA). Bokassa recibió refugio en Francia.
Bokassa finalmente regresó a la República Centroafricana en 1987, donde fue inmediatamente arrestado y condenado a muerte, conmutada por cadena perpetua un año después. Como uno de sus últimos actos en el cargo en 1993, el presidente André Kolingba concedió una amnistía general para todos los prisioneros, incluido Bokassa, que murió tres años después.

## Reacciones
El golpe se conoció como Operación Caban, mientras que el movimiento de cuatro tropas de marina paracaidistas francesas y cuatro helicópteros fue Operación Barracuda. El golpe de Estado se completó el 21 de septiembre de 1979 en apenas unas horas. El asunto no trajo elogios a Francia: mientras muchos en la República Centroafricana apoyaron el golpe, muchos en Francia, incluido el presidente Valéry Giscard d'Estaing, fueron criticados por su manejo de la situación.